# گرانش استاندارد
شتاب استاندارد ناشی از گرانش (یا شتاب استاندارد سقوط آزاد) که گاهی به گرانش استاندارد خلاصه می‌شود و معمولاً با نماد ɡ0 یا ɡn نشان داده می‌شود، شتاب گرانشی اسمی یک شیء در خلأ در نزدیکی سطح زمین است. مقدار آن توسط استاندارد ایزو/آی‌ای‌سی ۸۰۰۰۰، به صورت ۹٫۸۰۶۶۵ متر بر مجذور ثانیه (حدود ۳۲٫۱۷۴۰۵ فوت بر مجذور ثانیه) تعریف شده‌است. این مقدار توسط سومین کنفرانس عمومی وزن و اندازه‌گیری (CR 70, 1901) تعیین شد و برای وزن استاندارد یک شیء به صورت حاصل ضرب جرم آن و این شتاب اسمی استفاده شد. شتاب یک جسم در نزدیکی سطح زمین به خاطر اثرات مرکب جاذبه و شتاب گریز از مرکز ناشی از چرخش زمین است (اما به اندازه‌ای کوچک است که برای بیشتر مصارف قابل صرف نظر کردن باشد)؛ گرانش (ظاهری) کل در قطب‌ها در حدود ۵٪ بیشتر از خط استوا است.
اگر چه گاهی از نماد g برای گرانش استاندارد استفاده می‌شود، اما g (بدون پایین‌نویس) می‌تواند به معنای شتاب موضعی ناشی از گرانش موضعی و شتاب گریز‌ ازدمرکز هم باشد که بسته بر موقعیت جسم در زمین متغیر است (بنگرید به گرانش زمین). نماد g نباید با G، ثابت گرانش یا g، نماد گرم اشتباه گرفته شود. g هم چنین به عنوان یکای هر صورتی از شتاب، با مقدار تعریف شده در بالا، استفاده می‌شود؛ بنگرید به نیروی گرانش.
مقدار ɡ0 تعریف شده در بالا یک مقدار میان‌دامنه ای اسمی بر روی زمین است، که در اصل بر شتاب یک جسم در هنگام سقوط آزاد در سطح دریا در عرض جغرافیایی °۴۵ مبتنی است. گر چه شتاب واقعی سقوط آزاد بر روی زمین بسته به موقعیت متفاوت است، برای مقاصد اندازه‌شناختی همیشه از عدد استاندارد فوق استفاده می‌شود. به ویژه، این عدد ضریب تبدیل بین نیوتن و کیلوگرم-نیرو، دو یکای اندازه‌گیری نیرو را بدست می‌دهد.

## تاریخچه
کمیتهٔ بین‌المللی اوزان و اندازه‌ها (CIPM) در اوایل تأسیس خود، اقدام به تعریف یک مقیاس استاندارد سنجش دما با استفاده از نقطهٔ جوش آب کرد. از آنجا که نقطهٔ جوش با فشار اتمسفری تغییر می‌کند، CIPM نیاز به تعریف یک فشار اتمسفری استاندارد داشت. تعریفی که آنها انتخاب کردند مبتنی بر وزن ستونی به ارتفاع ۷۶۰ میلی‌متر از جیوه بود. اما از آنجا که وزن به گرانش موضعی بستگی دارد، آنها اینک به یک گرانش استاندارد هم نیاز داشتند. در نشست 1887 CIMP تصمیمی به شرح زیر گرفته شد:
مقدار این شتاب استاندارد ناشی از گرانش برابر است با شتاب ناشی از جاذبه در اداره بین‌المللی اوزان و مقیاس‌ها (در کنار Pavillon de Breteuil) تقسیم بر ۱٫۰۰۰۳۳۲۲، که ضریب نظری لازم برای تبدیل به عرض جغرافیایی °۴۵ در سطح دریا است.
اکنون تنها چیزی که برای بدست آوردن مقدار عددی گرانش استاندارد مورد نیاز بود، اندازه‌گیری شدت گرانشی در اداره بین‌المللی اوزان و مقیاس‌ها بود. این کار به گیلبرت اتین دفورژ از خدمات جغرافیایی ارتش فرانسه محول شد. مقداری که او بر اساس اندازه‌گیری‌های انجام شده در مارس و آوریل ۱۸۸۸ بدست آورد برابر (۵)۹٫۸۰۹۹۱ متر بر مجذور ثانیه بود.
این نتیجه مبنای امروزی تعیین مقدار گرانش استاندارد را نیز شکل داد. سومین کنفرانس عمومی وزن و اندازه‌گیری که در سال ۱۹۰۱ برگزار شد، قطعنامه ای را به شرح زیر تصویب کرد:
مقدار اتخاذ شده در خدمات بین‌المللی اوزان و اندازه‌ها برای شتاب استاندارد ناشی از گرانش زمین برابر ۹۸۰٫۶۶۵ سانتی‌متر بر مجذور ثانیه است، مقداری که قبلاً در قوانین برخی از کشورها بیان شده‌است.
مقدار عددی اتخاذ شده برای ɡ0 با اعلامیهٔ 1887 CIPM که با تقسیم جواب دفورژ - یعنی ۹۸۰٫۹۹۱ سانتی‌متر بر مجذور ثانیه در سیستم cgs سپس en vogue- بر ۱٫۰۰۰۳۳۲۲ بدست آمد در تطابق بود در حالی که ارقام بیشتر تا جایی که تضمین کنندهٔ عدم قطعیت در جواب شود آورده نمی‌شوند.

## تبدیل‌ها
| مقدار پایه      | (گال، یا cm/s2) | (ft/s2)   | (m/s2)   | (گرانش استاندارد، g0) |
| --------------- | --------------- | --------- | -------- | --------------------- |
| ۱ گال، یا cm/s2 | ۱               | ۰٫۰۳۲۸۰۸۴ | ۰٫۰۱     | ۰٫۰۰۱۰۱۹۷۲            |
| ۱ ft/s2         | ۳۰٫۴۸۰۰         | ۱         | ۰٫۳۰۴۸۰۰ | ۰٫۰۳۱۰۸۱۰             |
| ۱ m/s2          | ۱۰۰             | ۳٫۲۸۰۸۴   | ۱        | ۰٫۱۰۱۹۷۲              |
| ۱ g0            | ۹۸۰٫۶۶۵         | ۳۲٫۱۷۴۰   | ۹٫۸۰۶۶۵  | ۱                     |